# Peresnica
Peresnica je predmet, podoben majhni torbici, v katerega shranjujejo šolarji svoje pisalne pripomočke, ki jih potrebujejo v šoli.  Po navadi so iz blaga, najdemo tudi plastične in kovinske. Pobarvane so v različne barve in vsebujejo razne motive. Včasih so bile iz lesa in imele drsne pokrove. 
Otroci jih največkrat izbirajo po motivih, ki so natisnjeni na njih ali po barvi. Na njih so odtisnjeni na primer motivi smrkcev, winxic, bakuganov, avtomobilov, metuljev, hello kitty,...
So različnih oblik in velikosti(so pravokotne z enim predalom, dvema predaloma, tremi, ali v obliki kvadra z enim predal, s prostorom spodaj in režami za pisala, radirko in šilček, ali so okrogle, s prostorom v notranjosti,...). Na nekaterih so motivi, ki so natisnjeni tudi na torbah in vrečkah za copate. Tako imajo otroci lahko puščico, ki je po motivu enaka šolski torbi ali vrečki za copate.